# Список депутатов Верховного Совета СССР 2-го созыва

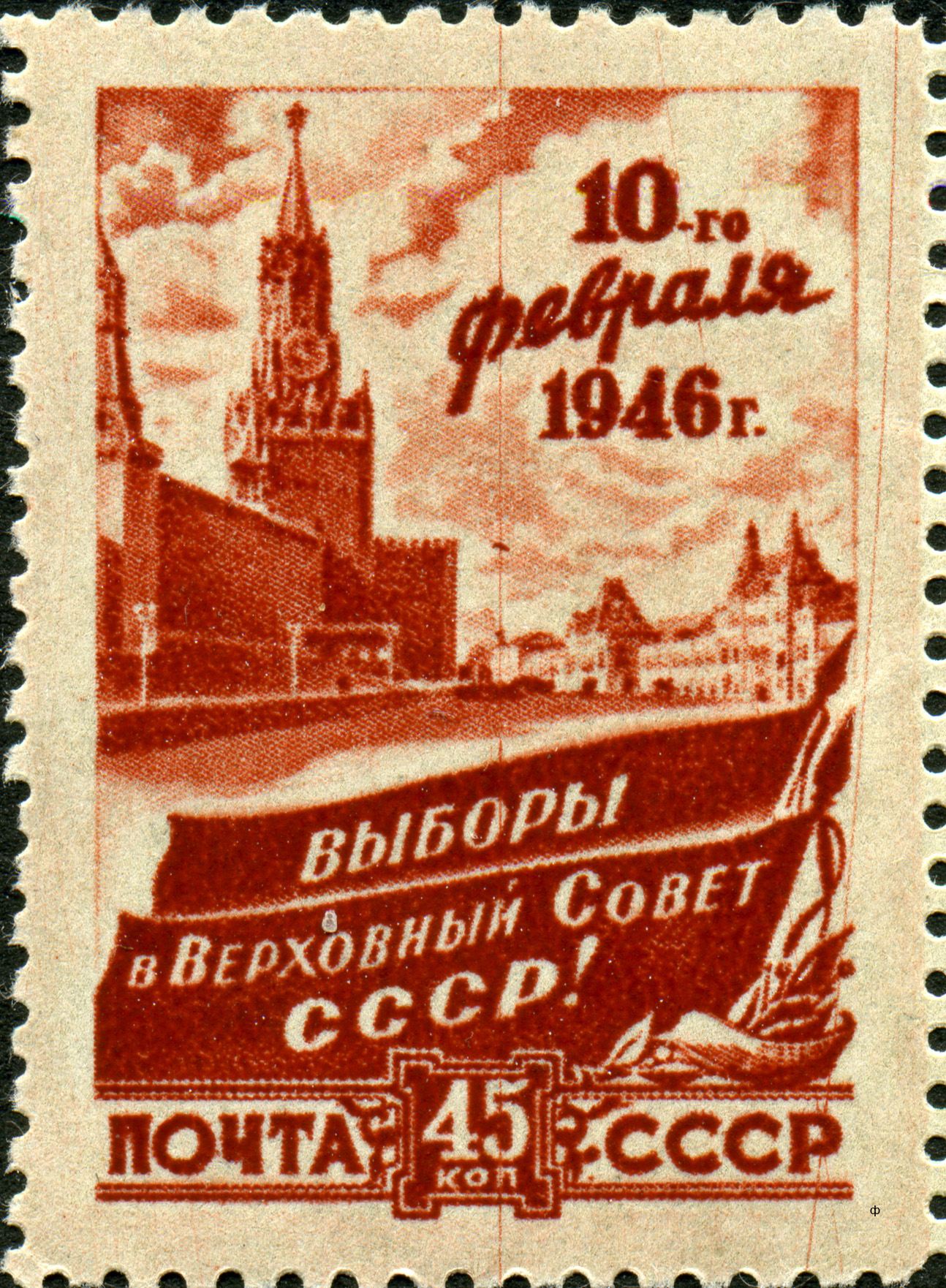
Почтовая марка СССР

Верховный Совет СССР II созыва был избран 10 февраля 1946 года и заседал до 1950 года.
| # А Б В Г Д Е Ё Ж З И К Л М Н О П Р С Т У Ф Х Ц Ч Ш Щ Э Ю Я |

## А
- Абакумов Виктор Семёнович
- Абакумов Егор Трофимович
- Абдуллаев Гафар Гайдарович
- Абдуллаев Миллибай
- Абдуллаев Юсиф Мирза
- Абдураимова, Жумагуль
- Абдурахманов Абдуджабар
- Абдыкалыков Мухамеджан
- Авхимович Николай Ефремович
- Алиев Ага Юсуп
- Агаджиков, Нурмырад
- Агаева, Шарафат Гусейн кызы
- Агладзе Рафаил Ильич
- Азизбеков Азиз Мешади оглы
- Айба, Алексей Гутович
- Акопов, Егише Семёнович
- Акопов Степан Акопович
- Акрамова, Ибадатхон
- Алабян Каро Семёнович
- Алавидзе, Георгий Артёмович
- Алекперова, Зулейха Зейналабдин кызы
- Александров Георгий Фёдорович
- Александрова, Ирина Александровна
- Александровская Лариса Помпеевна
- Александрюк Пётр Ильич
- Алексеева, Ольга Трофимовна
- Алёшкин Иван Прохорович
- Алиев Азиз Мамед Керимович
- Ализаде Али Ашраф Абдул Гусейн оглы
- Алимбаева Мамила
- Алимжанов Аубакир
- Алпаидзе Галактион Елисеевич
- Алтыбаева Бахты
- Алфёров Павел Никитович
- Алшинова, Нурхия
- Аманова, Бури Фазиловна
- Амбразевичус, Юозас Анатонович
- Ананьев Михаил Герасимович
- Ангелина Прасковья Никитична
- Андабекова, Бактагуль
- Андреев Андрей Андреевич
- Андреев Павел Васильевич
- Андреева Александра Андреевна
- Андреева Зоя Ананьевна
- Андрианов Василий Михайлович
- Андрощук, Екатерина Кирьяновна
- Анна-Мухамедова, Оразгуль
- Аношин Иван Семёнович
- Антелепян, Гегам Барсегович
- Антонов Алексей Иннокентьевич
- Антонов Неон Васильевич
- Антонова, Анна Петровна
- Антюфеев Леонтий Макарович
- Апивала Станисловас Петрович
- Аполлонов Аркадий Николаевич
- Апушкина, Евдокия Андреевна
- Арбузов Александр Ерминингельдович
- Аристов Аверкий Борисович
- Артеев Григорий Митрофанович
- Артеев Михаил Ефимович
- Артемьев Павел Артемьевич
- Арутинов Григорий Артемьевич
- Арутюнов Баграт Николаевич
- Арушанян Шмавон Минасович
- Аршава, Василий Николаевич
- Аскарова, Таджихон
- Асланова Чимназ Абдул Али кызы
- Аставацатурян Бабкен Ашотович
- Атаев Какабай
- Атакишиев Ага Салим Ибрагим оглы
- Афанасьев Фёдор Игнатьевич
- Афанасьева Анна Степановна
- Афанасьева Варвара Тимофеевна
- Афтенюк Семён Яковлевич
- Ахрамович, Василий Фролович
- Ахундов, Надир Алекперович
- Ахундова, Рубаба Мамед кызы
- Ахундова-Багирбекова Сона Ханум Абдул кызы
- Ашуров Негмат

## Б
- Бабаджанов Юлдаш Бабаджанович
- Бабаев, Муталиб Зейнал оглы
- Бабаев Сухан Бабаевич
- Бабаян, Маро Николаевна
- Бабченко, Алексей Трофимович
- Багаутдинова, Райфа Шайхилисламовна
- Багачюнас, Юозас Юозович
- Багдасарян-Сарян Гегам Багдасарович
- Багиров Мир Джафар Аббас оглы
- Багирова Басти Масим кызы
- Багишева, Марият
- Баграмян Иван Христофорович
- Бадаев Алексей Егорович
- Бадалбаев, Саткун
- Бадалов Шакир
- Бажан Николай Платонович
- Бажов Павел Петрович
- Базанова Наймо Уразгуловна
- Байбаков Николай Константинович
- Байков Александр Александрович
- Байрамова, Гульсултан
- Бакрадзе Валериан Минаевич
- Бакрадзе Давид Ильич
- Балавадзе Максим Константинович
- Балдынов Илья Васильевич
- Барамия Михаил Иванович
- Баранов Алексей Алексеевич
- Баратова, Кабилямо
- Бардин Иван Павлович
- Барташунас Иосиф Марцианович
- Басиева, Чабахан Смайфоевна
- Баскаков Михаил Иванович
- Батищев Иустин Николаевич
- Батов Павел Иванович
- Батовкин Никита Ермолаевич
- Батраков Матвей Степанович
- Бахмутский Александр Наумович
- Бахолдина Варвара Максимовна
- Бегельдинов Талгат Якубекович
- Бегма Василий Андреевич
- Бежанов Григорий Акимович
- Бекулова, Жанос Лемовна
- Белан Роман Васильевич
- Белобородов Александр Андрианович
- Белов Павел Алексеевич
- Белолипецкий Степан Ефимович
- Белоусов, Алексей Тимофеевич
- Белоусова Ольга Васильевна
- Бельченко Сергей Саввич
- Беляев Иван Степанович
- Беляев Николай Ильич
- Белянский Александр Александрович
- Бенедиктов Иван Александрович
- Бердников, Степан Степанович
- Бердыев Аллаберды
- Бердыев Таган Бердыевич
- Бережной, Фёдор Петрович
- Берия, Лаврентий Павлович
- Бессонов, Михаил Михайлович
- Бечвая, Кирилл Георгиевич
- Биганенко, Никифор Ильич
- Бирюзов, Сергей Семёнович
- Бирюкова, Мария Макаровна
- Блинов, Афанасий Сергеевич
- Блощаненко, Антон Фёдорович
- Бобанова, Мария Максимовна
- Бобокалонов, Пулат
- Богданов, Андрей Дементьевич
- Богданов, Семён Ильич
- Боголюбов, Николай Семёнович
- Богомолец, Александр Александрович
- Бойкачёв, Григорий Мефодиевич
- Бойцов, Иван Павлович
- Болдонова, Ксения Аполлоновна
- Борисов, Иван Тимофеевич
- Борков, Геннадий Андреевич
- Боровых, Андрей Егорович
- Бороткина, Эльфрида Юхановна
- Бранткалн, Детлав Карлович
- Брель, Анна Федосовна
- Бровко, Фёдор Григорьевич
- Брума, Ефим Никитович
- Бубляева, Валентина Михайловна
- Бубновский, Никита Дмитриевич
- Будённый, Семён Михайлович
- Буджиашвили, Василий Дмитриевич
- Букал, Анна Яковлевна
- Буков, Емилиан Нестерович
- Буланов, Пётр Сергеевич
- Булганин, Николай Александрович
- Бумагин, Григорий Харитонович
- Бурдаков, Семён Николаевич
- Бурденко, Николай Нилович
- Бурченко, Дмитрий Тимофеевич
- Бусыгин, Александр Харитонович
- Бутенко, Григорий Прокофьевич
- Бутов, Фёдор Михайлович
- Бушмакина, Серафима Григорьевна
- Быков, Давыд Романович
- Быков, Иван Тимофеевич
- Былбас, Василий Андреевич
- Былинский, Иван Семёнович
- Быхов, Николай Иванович

## В
- Вавилов, Сергей Иванович
- Вавренюк, Тимофей Григорьевич
- Вагапов, Сабир Ахмедзянович
- Вайтекайтис, Пранас Ионович
- Валиев, Мухаммед Валиевич
- Валонин, Василий Иванович
- Вальченко, Зинаида Петровна
- Ванников, Борис Львович
- Варакин, Иван Прокофьевич
- Варес, Иоганнес Якович
- Василевская, Ванда Львовна
- Василевский, Александр Михайлович
- Васильев, Александр Михайлович
- Васильев, Иван Васильевич
- Васюта, Прасковья Варфоломеевна
- Вахрушев, Василий Васильевич
- Вахрушева, Екатерина Евсеевна
- Вацек, Иван Прокофьевич
- Ваш, Иван Михайлович
- Введенский, Владимир Петрович
- Веденеев, Борис Евгеньевич
- Вейланд, Давид Замелевич
- Веймер, Арнольд Тынувич
- Векилов Самед Вургун Юсиф оглы
- Векилова, Сеитбике
- Величко, Екатерина Павловна
- Венцлова, Антанас Томович
- Вершинин, Константин Андреевич
- Веснин, Виктор Александрович
- Ветошкин, Геннадий Васильевич
- Ветров, Иван Дмитриевич
- Ветчинкин, Кузьма Фёдорович
- Винокуров, Илья Егорович
- Виролайнен, Вольдемар Матвеевич
- Виткаускас, Винцас Юозович
- Владимирова, Александра Николаевна
- Вознесенский, Николай Алексеевич
- Волков, Иван Алексеевич
- Волков, Николай Никитич
- Волкова, Мария Петровна
- Волокитин, Степан Фёдорович
- Волошин, Иван Митрофанович
- Волченко, Павел Кузьмич
- Волчков, Василий Васильевич
- Воробьев, Пётр Фёдорович
- Воронин, Владимир Иванович
- Воронов, Николай Николаевич
- Воронова, Галина Ивановна
- Ворончихин, Семён Иванович
- Ворошилов, Климент Ефремович
- Вышинский, Андрей Януарьевич

## Г
- Габдуллин Малик
- Габышев, Иван Васильевич
- Гаврильева, Матрёна Егоровна
- Гаврищук Григорий Васильевич
- Гавтадзе, Каленик Георгиевич
- Гаджибеков Узеир Абдул-Гусейн оглы
- Гаджиев, Магамед
- Гаджиев, Юнус Гаджиевич
- Гадолиев Курбоншо
- Гаевой Антон Иванович
- Гаевой Тимофей Владимирович
- Газзаев Алексей Парсаданович
- Галаванов Александр Георгиевич
- Галеев Фахрази Галеевич
- Галицкий Кузьма Никитович
- Галстян, Назани Саркисовна
- Ганеева, Фатима Нуретдиновна
- Гареев Муса Гайсинович
- Гарибян, Ребека Бениаминовна
- Гармаев, Доржи Гармаевич
- Гармаш Дарья Матвеевна
- Гасанов Гасан Мамед оглы
- Гафуров Бободжан Гафурович
- Гедвилас Мечис Александрович
- Гезалов Адигезал Халил оглы
- Гейко Анна Абрамовна
- Гекчян, Аничка Ефремовна
- Герасимова, Агафья Павловна
- Герасимова, Евдокия Фёдоровна
- Гидаев Сергей Николаевич
- Гинзбург Семён Захарович
- Глинка Дмитрий Борисович
- Гнатенко Марина Васильевна
- Гнусарев, Алексей Николаевич
- Говоров, Леонид Александрович
- Гоглидзе, Сергей Арсеньевич
- Гоголь, Анна Григорьевна
- Гогосов, Владимир Антонович
- Голованов, Александр Евгеньевич
- Головатый, Ферапонт Петрович
- Головко, Арсентий Григорьевич
- Голота, Анна Степановна
- Голубев, Константин Павлович
- Голяков, Иван Терентьевич
- Гомбоева-Языкова, Клавдия Ивановна
- Гопкало, Елена Антоновна
- Горбатов, Александр Васильевич
- Горбачёв, Марк Васильевич
- Горбунов, Тимофей Сазонович
- Горбушин, Иван Данилович
- Гордеев, Александр Семёнович
- Гордов, Василий Николаевич
- Горенков, Фёдор Степанович
- Горкин, Александр Фёдорович
- Горшенин, Константин Петрович
- Горячев, Илья Константинович
- Гочашвили, Георгий Александрович
- Грабин, Василий Гаврилович
- Гребенник, Кузьма Евдокимович
- Грекова, Надежда Григорьевна
- Гретчак, Анастасия Николаевна
- Гречко, Андрей Антонович
- Гречуха, Михаил Сергеевич
- Гриб, Степанида Ивановна
- Григорьев, Иван Васильевич
- Григорьян, Ваган Григорьевич
- Григорьян, Егише Петросович
- Гриненко, Мария Максимовна
- Гринько, Фёдор Митрофанович
- Грицов, Иван Иванович
- Гришин, Иван Тихонович
- Гришин, Константин Николаевич
- Громадин, Михаил Степанович
- Громов, Михаил Михайлович
- Громыко, Андрей Андреевич
- Грушецкий, Иван Самойлович
- Губин, Владимир Владимирович
- Гудырев, Афанасий Николаевич
- Гук, Мария Дмитриевна
- Гулакян, Армен Карапетович
- Гуляев, Матвей Трофимович
- Гургенидзе, Айше Юсуповна
- Гурова, Клавдия Ивановна
- Гусаров, Николай Иванович
- Гусев, Дмитрий Николаевич
- Гусев, Николай Иванович
- Гусев, Фёдор Тарасович
- Гусева, Александра Константиновна
- Густсон, Ян Янович
- Гусятникова, Прасковья Васильевна
- Гучмазов, Иван Максимович

## Д
- Давитадзе, Дауд Алиевич
- Давыдов, Михаил Прокофьевич
- Дагбаин, Чимит-Доржи
- Дадиани, Шалва Николаевич
- Дамаскин, Василий Никифорович
- Данзанов, Тогочи Данзанович
- Даниелян, Айкануш Багдасаровна
- Даниялов, Абдурахман Даниялович
- Даугрин, Сисембе
- Даутова, Сара Мингареевна
- Двинский, Борис Александрович
- Девяткина, Александра Павловна
- Деглавс, Фрицис Юрьевич
- Дегтярёв, Василий Алексеевич
- Делба, Михаил Константинович
- Денисов, Георгий Апполинарьевич
- Дербинов, Василий Никитич
- Джалилов, Раджаб Али
- Джаналиев, Кадыралы
- Джанашиа, Симон Николаевич
- Джангозин, Джакип-Бек
- Джанджгава, Владимир Николаевич
- Джаркимбаев, Абдыш
- Джафаров, Али Асад оглы
- Джаши, Макарий Иванович
- Джуманазаров, Матеке
- Джуманиязова, Тазагуль
- Дзарагазов, Пётр Семёнович
- Дзибов, Магомет Тлегурович
- Дикамбаев, Казы Дикамбаевич
- Динмухаметов, Галей Афзалетдинович
- Длугашевский, Константин Наумович
- Додь, Феодосий Леонтьевич
- Домарев, Александр Дмитриевич
- Доронин, Павел Иванович
- Доспаева, Балганым Нуртасовна
- Дронь, Василий Семёнович
- Дубковецкий, Фёдор Иванович
- Дудин, Анатолий Михайлович
- Думчева, Анна Ивановна
- Дурдыев, Нияз

## Е
- Евдокимова Александра Ивановна
- Егиазаров Иван Васильевич
- Егоров Иван Степанович
- Елина, Екатерина Григорьевна
- Елькина Анна Михайловна
- Емельянов Степан Фёдорович
- Емцов Василий Яковлевич
- Емцов Сергей Константинович
- Еолян Рубен Осипович
- Еремеев Пётр Павлович
- Еременко Андрей Иванович
- Ерёмин Алексей Дмитриевич
- Ерикеев Ахмед Фазылович
- Ермеков Байбек
- Ефимов Александр Николаевич
- Ефимов Александр Павлович
- Ефимчук-Дьячук Ульяна Васильевна
- Ефремов Александр Илларионович
- Ефремов, Александр Николаевич

## Ж
- Жаворонков Василий Гаврилович
- Жадов Алексей Семёнович
- Жалмагамбетова Аксюрюк
- Жданов Андрей Александрович
- Жданович Андрей Фомич
- Желтов Алексей Сергеевич
- Жимерин Дмитрий Георгиевич
- Жмаченко Филипп Федосеевич
- Жуков Георгий Константинович
- Журавель Анна Андреевна
- Журавлёв Алексей Петрович
- Журавлёв Михаил Иванович
- Жюгжда Юозас Ионович

## З
- Завальная, Анастасия Сергеевна
- Завенягин, Авраамий Павлович
- Заговельев, Александр Петрович
- Задемидко, Александр Николаевич
- Задионченко Семён Борисович
- Задоров, Георгий Евгеньевич
- Заичко, Никифор Андронович
- Зайнетдинова, Умикамал Бахтиганеевна
- Зайцев, Василий Васильевич
- Залытэ, Клара Эдуардовна
- Зальцман, Исаак Моисеевич
- Зансир, Мария Филипповна
- Заринь, Вероника Кондратьевна
- Захаров, Александр Акимович
- Захаров, Георгий Фёдорович
- Захаров, Михаил Иванович
- Звёздин, Александр Григорьевич
- Зверев, Арсений Григорьевич
- Зеленюк, Иван Степанович
- Землянухин, Трофим Иванович
- Землячка, Розалия Самойловна
- Зидрашко, Иван Сидорович
- Зима, Елена Григорьевна
- Зименков, Иван Фёдорович
- Зиминь, Марта Яновна
- Зимянин, Михаил Васильевич
- Золотов, Иван Данилович
- Золотухин, Михаил Иванович
- Зотов, Василий Петрович
- Зыкова, Мария Петровна

## И
- Ибрагимов, Ахмеджан
- Ибрагимов Мирза Аждар оглы
- Ибрагимова, Хатыма Ахмедзяновна
- Иванников Георгий Иванович
- Иванов Александр Минович
- Иванов Василий Иванович
- Иванов Илья Иванович
- Иванов Михаил Александрович
- Иванов Соломон Матвеевич
- Игнатов, Михаил Егорович
- Игнатов Николай Григорьевич
- Игнатов Пётр Иванович
- Игнатов Пётр Карпович
- Игнатова, Наталия Петровна
- Игнатьев Семён Денисович
- Игнатьева, Анна Александровна
- Игнатюк, Матрёна Антоновна
- Изотов, Иван Филиппович
- Иллиссон Леонхард-Фридрих Адович
- Ильюшин Сергей Владимирович
- Иманалиев Шадыкан
- Имангазиев, Штатбай
- Инкижеков Сергей Ефимович
- Иордаки, Семён Степанович
- Иосселиани Ярослав Константинович
- Исаев, Аллахверди Мухтар оглы
- Исаев Таджитдин
- Исаченко Александр Никитович
- Искандаров Джурабек
- Искендеров Мамед Салман оглы
- Ислам-заде Ислам Мамедович
- Исмаилова, Мамлакат
- Ишантураева Сара
- Ишков Александр Акимович
- Ишханов Сергей Мартынович

## К
- Кабаковский Григорий Самойлович
- Кабанов Александр Фёдорович
- Кабанов Иван Григорьевич
- Кабанов Павел Андреевич
- Каганович Лазарь Моисеевич
- Казаков Василий Иванович
- Казаков Михаил Ильич
- Казаков Николай Степанович
- Казакпаев Абдисамет
- Казмахов Израил Мусович
- Какучая Варлам Алексеевич
- Калевисте Кустас Юрьевич
- Калинин Михаил Иванович
- Калинин Пётр Захарович
- Калмыков, Хамзат Айсович
- Калмыш, Вера Константиновна
- Калнберзин Ян Эдуардович
- Камалов Сабир Камалович
- Камбаров Мурадали
- Канапин Амир Канапинович
- Канаш Сергей Степанович
- Капранов Григорий Матвеевич
- Капустин Яков Фёдорович
- Капустина Антонина Матвеевна
- Карабудагов, Ибрагим
- Караваев Арсений Васильевич
- Каранадзе Григорий Теофилович
- Карапетян Саак Карапетович
- Карасёв Алексей Маркович
- Кардович Иосиф Митрофанович
- Карецкас Пятрас Ионович
- Каримова Турсуной Рахматулаевна
- Каротамм Николай Георгиевич
- Картавая Анна Ефимовна
- Карташёв Константин Кириллович
- Кары-Ниязов Ташмухамед Ниязович
- Кастуев, Дзамурза Эльмурзаевич
- Касумов Мир Башир Фаттах оглы
- Касумова, Гонча Бахшалы кызы
- Катаев, Михаил Феоктистович
- Каунайте, Мария Прановна
- Каусс, Мелания Донатовна
- Кафар-заде Султан Асадулла оглы
- Кафтанов Сергей Васильевич
- Качкеев Кадыркул
- Кашников Филипп Иванович
- Квасов Григорий Васильевич
- Кепман Август Юрьевич
- Керимбаев Даниял
- Кецховели Захарий Николаевич
- Кидин Александр Николаевич
- Кикнадзе Григорий Семёнович
- Кинжаев Ходи Исабаевич
- Кипаренко Иван Поликарпович
- Кипп Мария Юрьевна
- Кипшидзе Николай Андреевич
- Киракосян, Акоп Мкртичович
- Кирдяшев, Фёдор Романович
- Кириченко Алексей Илларионович
- Кирпичникова, Вера Михайловна
- Кирхенштейн Август Мартынович
- Киселёв Кузьма Венедиктович
- Киселёв Николай Васильевич
- Китаев Михаил Илларионович
- Клещев Алексей Ефимович
- Климанов, Павел Николаевич
- Климов Владимир Яковлевич
- Клоков Василий Яковлевич
- Ключников, Фёдор Петрович
- Кобежиков, Илья Фёдорович
- Кобулов Богдан Захарович
- Ковалёв Иван Владимирович
- Ковалёв Фёдор Гаврилович
- Ковалевский Григорий Павлович
- Коваленко Георгий Ефремович
- Коваленко, Екатерина Васильевна
- Коваль Николай Григорьевич
- Ковбасюк Андрей Никитич
- Ковпак Сидор Артемьевич
- Кожаметова, Багдагуль
- Кожедуб Иван Никитович
- Кожухарь, Пётр Максимович
- Козел, Александр Константинович
- Козлов, Александр Алексеевич
- Козлов, Алексей Антонович
- Козлов Василий Иванович
- Козырев Николай Владимирович
- Койначёнок Митрофан Павлович
- Кокая Григорий Нестерович
- Коккинаки Владимир Константинович
- Кокоскерия Ясон Басятович
- Колоколкин Иван Терентьевич
- Колущинский Евгений Петрович
- Комар, Анфиса Ивановна
- Комаров Павел Тимофеевич
- Комерзан, Кирилл Иванович
- Комиссарова, Евдокия Ивановна
- Компанец Иван Данилович
- Кондаков Александр Андреевич
- Кондратьев Григорий Иванович
- Конев Иван Степанович
- Коновалов Елисей Фёдорович
- Коновалов Николай Иванович
- Кононенко, Прасковья Ивановна
- Коорт Альфред Юрьевич
- Корнеев, Николай Степанович
- Корнейчук Александр Евдокимович
- Корниец Леонид Романович
- Коробов Иван Григорьевич
- Коробов Павел Иванович
- Коровников Иван Терентьевич
- Коротченко Демьян Сергеевич
- Косихин, Иван Павлович
- Костенко Василий Семёнович
- Костенко, Пётр Иванович
- Костюченко Сергей Филиппович
- Косыгин Алексей Николаевич
- Котенко Степан Михайлович
- Котин Жозеф Яковлевич
- Котяш Гавриил Иванович
- Кохреидзе Шалва Фёдорович
- Кочергин Сергей Алексеевич
- Кочина, Шифра Марковна
- Кочламазашвили Иосиф Дмитриевич
- Кочуров, Иван Никифорович
- Кошелев Кузьма Фёдорович
- Кошкин Иван Алексеевич
- Коштоянц Хачатур Седракович
- Кравченко Андрей Григорьевич
- Кравчук Иван Юркович
- Кратенко Иван Маркович
- Кривонос Пётр Фёдорович
- Кримян Никита Аркадьевич
- Криштофович Мирон Емельянович
- Кришчунас Ионас Винцович
- Кротова, Мария Андреевна
- Круглов Сергей Никифорович
- Кругляк, Александра Михайловна
- Крупеня Иван Ануфриевич
- Крутиков Алексей Дмитриевич
- Крылов Митрофан Григорьевич
- Куанышпаев Калибек
- Кубаткин Пётр Николаевич
- Куварин Иван Яковлевич
- Кудажи Михаил Субанович
- Кудрявцев Александр Васильевич
- Кудрявцева Анна Васильевна
- Кудрявцева, Екатерина Александровна
- Кудряев Владимир Георгиевич
- Кудь, Моисей Васильевич
- Кузик Леонид Иванович
- Кузмицкий, Иван Михайлович
- Кузнецов Алексей Александрович
- Кузнецов Василий Васильевич
- Кузнецов Василий Иванович
- Кузнецов Иван Алексеевич
- Кузнецов Иван Петрович
- Кузнецов Михаил Георгиевич
- Кузнецов Николай Герасимович
- Кузнецова Антонина Акимовна
- Кузнецова, Валентина Ивановна
- Кузнецова, Тамара Владимировна
- Кузьмин Пётр Степанович
- Кузьмин, Фёдор Яковлевич
- Кузьмина, Александра Фёдоровна
- Кукелев, Николай Иванович
- Кулагин Михаил Васильевич
- Кулатов Турабай Кулатович
- Кулиев Теймур Имам Кули оглы
- Кулов Кубади Дмитриевич
- Кулумбекова Мария Григорьевна
- Кульмамедов Аман
- Кумм Борис Гансович
- Купаев Алексей Трофимович
- Куприянов Геннадий Николаевич
- Курбан Дурды
- Курбанов Аман Мамедович
- Курбанов Мамадали Курбанович
- Курбаткин Павел Семёнович
- Курдюмов Владимир Николаевич
- Курочка Иван Маркиянович
- Курочкин Павел Алексеевич
- Куртов Алексей Васильевич
- Кутлыев Нобат
- Кутлубаева Ракия Аттаровна
- Кутырев Алексей Михайлович
- Куусинен Отто Вильгельмович
- Кучеренко, Николай Петрович
- Кыдрашев Чёт Кыдрашевич

## Л
- Ладутько Иван Иванович
- Лаказова, Пашахан Калабековна
- Ланге, Эрнест Матисович
- Лангуева, Матрёна Сергеевна
- Ларионов Алексей Николаевич
- Ларионова, Домна Ефимовна
- Латковский Викентий Казимирович
- Лауристин Ольга Антоновна
- Лацис Вилис Тенисович
- Лебедев Андрей Иванович
- Лебедев Иван Кононович
- Лебедев Иосиф Дмитриевич
- Лебедков Андрей Дмитриевич
- Левицкий Пётр Адамович
- Лейньш Паул Янович
- Лелюх, Анастасия Дмитриевна
- Лелюшенко Дмитрий Данилович
- Леонов Василий Антонович
- Леонов Леонид Максимович
- Леонова, Ольга Фёдоровна
- Лепешова, Елена Алексеевна
- Лигутс, Владислав Александрович
- Липодат, Григорий Петрович
- Литвинов Максим Максимович
- Лихачёв Иван Алексеевич
- Лобанов Александр Михайлович
- Лобанок Владимир Елисеевич
- Лобачёв Алексей Андреевич
- Лобсанов Будажап Лобсанович
- Логвиненко Михаил Ильич
- Логинов Михаил Николаевич
- Логинов, Степан Григорьевич
- Лозовский Соломон Абрамович
- Ломакин Николай Андреевич
- Ломако Пётр Фадеевич
- Лукашявичене, Мария Казевна
- Лукин, Макар Михайлович
- Лукин, Сергей Георгиевич
- Луковская, Мария Антоновна
- Лукьянов, Владимир Васильевич
- Лунин, Михаил Алексеевич
- Лунин, Николай Александрович
- Луриньш, Антон Антонович
- Лучинский, Александр Александрович
- Лысенко, Мария Григорьевна
- Лысенко, Трофим Денисович
- Лыхмус, Фердинанд Карлович
- Любимов, Александр Васильевич
- Людников, Иван Ильич
- Люскова, Александра Евгеньевна

## М
- Мавлянов Абдуразак
- Мадраимов, Дурдыбай
- Мазин Николай Петрович
- Мазурук Илья Павлович
- Макаров Василий Емельянович
- Макаров Семён Семёнович
- Максарёв Юрий Евгеньевич
- Максимов Алексей Иванович
- Маленков Георгий Максимилианович
- Маликеева, Нарбубу
- Малин Владимир Никифорович
- Малинаускас, Станисловас Юозович
- Малиновский Родион Яковлевич
- Малышев Вячеслав Александрович
- Малышев Николай Михайлович
- Мальцев Михаил Митрофанович
- Мальцев Терентий Семёнович
- Мамбетов Болот Мамбетович
- Мамедкули-заде, Минавар Джалил кызы
- Мамедов Джабраил Ибрагим оглы
- Мамедсеидова, Гульджан
- Мамонов Фёдор Антонович
- Мамулов Степан Соломонович
- Мамытова, Сокубай
- Манкулова, Джанылча
- Мануильский Дмитрий Захарович
- Маргевич, Мария Антоновна
- Маргис, Ионас Ионович
- Мардеев Хузий Шаймарданович
- Маридашвили Софья Андреевна
- Мариян, Екатерина Константиновна
- Маркарян Рубен Амбарцумович
- Маркелова, Апполинария Петровна
- Марков Василий Сергеевич
- Мартиросян, Амаяк Патваканович
- Мартыненко Иван Михайлович
- Марфин Алексей Ильич
- Марченко, Анна Корнеевна
- Масленников Георгий Иванович
- Масленников Иван Иванович
- Масленникова Надежда Алексеевна
- Матвеев Александр Павлович
- Матвеев Антон Матвеевич
- Матиашвили, Тамара Михайловна
- Матюшин Фёдор Семёнович
- Махмудов Насыр
- Махмудова Пашша
- Мацевичюс Йонас Антанович
- Мацияускас Иван Иванович
- Мгеладзе Акакий Иванович
- Медведев Александр Петрович
- Меджидов Магомед Меджидович
- Межова, Варвара Васильевна
- Мелентьев, Владимир Аверьянович
- Мельник, Устина Ивановна
- Мельников Леонид Георгиевич
- Мерецков Кирилл Афанасьевич
- Мери Арнольд Константинович
- Меркулов Всеволод Николаевич
- Мехлис Лев Захарович
- Миденко, Анна Константиновна
- Микаелян Сурен Агасевич
- Микоян Анастас Иванович
- Минина Мария Ивановна
- Миняйло, Кузьма Самойлович
- Мирза-Ахмедов Мансур
- Мирзаев Тишабай
- Мир-Касимов Мир Асадулла Мир Алескер оглы
- Мирошниченко Пётр Антонович
- Мирцхулава Александр Иорданович
- Мисене, Антанина Юозовна
- Митрофанов Иван Алексеевич
- Михайлов Николай Александрович
- Мицкевич (Якуб Колас) Константин Михайлович
- Молотов Вячеслав Михайлович
- Мордовец Иосиф Лаврентьевич
- Морщинин Константин Андреевич
- Москаленко Кирилл Семёнович
- Москатов Пётр Георгиевич
- Мотека Владислав Казимирович
- Мочалин Николай Захарович
- Мукумбаев Карим Каримович
- Мулькамонов Джифон
- Муминов Абдували
- Муратов Зиннат Ибятович
- Муратов Фёдор Николаевич
- Мурзахметова Мария
- Мурзич Василий Иванович
- Мусхелишвили Николай Иванович
- Мухина, Прасковья Ивановна
- Мыкки Лорсы
- Мыш Владимир Михайлович
- Мякота, Александра Демидовна
- Мятиев Сеидназар

## Н
- Наджафов Гусейн Гумбат оглы
- Надырбабаева Она
- Назаров, Павел Назарович
- Назаров Роман Капитонович
- Назаров Сагдулла
- Назаров, Сафарали
- Найдёнов Павел Андреевич
- Найманбаева, Шарипа
- Наконечный, Михаил Федотович
- Налимов Сергей Венедиктович
- Намсараев Хоца Намсараевич
- Нарожный, Николай Григорьевич
- Нарсия Григорий Евсеевич
- Наталевич Никифор Яковлевич
- Недосекин Виктор Иванович
- Немежиков Тарас Николаевич
- Нечипуренко, Василий Васильевич
- Нигмаджанов Гильман Вильданович
- Нижарадзе, Дурсун Забитович
- Никитин Владимир Дмитриевич
- Никитин Константин Иванович
- Никишов Иван Фёдорович
- Николаев Борис Фёдорович
- Николаев Василий Фёдорович
- Новик Альфонс Андреевич
- Новиков Александр Александрович
- Нормурадова, Ихболь
- Носов Григорий Иванович
- Нурмагомедова, Патимат
- Нурмухамедов, Михаил Михайлович
- Нуут Юрий Юрьевич
- Нюнка Владас Юозович

## О
- Образцов Владимир Николаевич
- Обухов Александр Васильевич
- Обухов Макар Михайлович
- Овац, Федосия Семёновна
- Овчинникова, Мария Андриановна
- Оглоблин Алексей Алексеевич
- Огольцов Сергей Иванович
- Октябрьский Филипп Сергеевич
- Олейник, Анна Никифоровна
- Олейник, Захар Фёдорович
- Олексенко Степан Антонович
- Омаров Ильяс Омарович
- Омельченко, Татьяна Яковлевна
- Онгарбаева Салиха Косимовна
- Оника, Раиса Дионисьевна
- Орешко Иван Сергеевич
- Орлов Александр Леонидович
- Орлов Георгий Михайлович
- Ортикова Екатерина Михайловна
- Осипенко Александр Степанович
- Осипов Иван Васильевич
- Осипян, Айрапет Петросович
- Осипян, Левон Григорьевич
- Отке
- Отян, Домаха Емельяновна
- Охлопков Фёдор Матвеевич
- Ошкалнс Отомар Петрович

## П
- Павилов, Александр Григорьевич
- Павлов Артемий Ефимович
- Павлов, Яков Кузьмич
- Павловский Евгений Никанорович
- Павлюк, Ольга Мефодиевна
- Павлюков Владимир Константинович
- Пажемяцкас, Балис Ионович
- Пазиков Хабир Мухарамович
- Пакуль Эльфрида Яновна
- Палдынь Ева Яновна
- Палецкис Юстас Игнович
- Пальцев Георгий Николаевич
- Панин Иван Фёдорович
- Панфёров Фёдор Иванович
- Панюков Александр Алексеевич
- Папанин Иван Дмитриевич
- Папян Мацак Петросович
- Парфёнов Иван Андреевич
- Парфёнов Пётр Павлович
- Паршин Пётр Иванович
- Пастушина, Александра Ивановна
- Патоличев Николай Семёнович
- Патон Евгений Оскарович
- Пегов Николай Михайлович
- Педьев Владимир Евсеевич
- Пелло Сальме Кустасовна
- Пельше Арвид Янович
- Первухин Михаил Георгиевич
- Переслегин, Михаил Михайлович
- Пересыпкин Иван Терентьевич
- Перигюль, Гаджи Рза кызы
- Перов Георгий Васильевич
- Перова Феодосия Стефановна
- Першикова, Валентина Петровна
- Петраускас Кипрас Ионасович
- Петрище Анна Ивановна
- Петров Иван Ефимович
- Петров Фёдор Фёдорович
- Петров Яков Петрович
- Печенов, Иван Петрович
- Пизнак Фёдор Иванович
- Пилютов Пётр Андреевич
- Пименов, Михаил Иванович
- Пироженко, Акулина Григорьевна
- Пиросманашвили, Анна Степановна
- Пирузян Арам Сергеевич
- Питовранов Евгений Петрович
- Плесумс Пётр Петрович
- Плеханов, Алексей Ефимович
- Плиев Исса Александрович
- Плотников, Михаил Фёдорович
- Плотников, Сергей Осипович
- Подвысоцкая Ольга Николаевна
- Подольский Николай Тимофеевич
- Покотило Сергей Викторович
- Покрышкин Александр Иванович
- Полоз Пётр Матвеевич
- Полушин, Яков Ильич
- Полябин, Варлаам Ефимович
- Поляницына, Анна Григорьевна
- Пономаренко Василий Никитович
- Пономаренко Пантелеймон Кондратьевич
- Попков Пётр Сергеевич
- Попов Василий Степанович
- Попов Георгий Михайлович
- Попов Герасим Васильевич
- Попов Дмитрий Михайлович
- Попов Иван Тимофеевич
- Попов Илья Георгиевич
- Попов Маркиан Михайлович
- Попова, Нина Антоновна
- Порозова Александра Ивановна
- Поскрёбышев Александр Николаевич
- Поспелов Пётр Николаевич
- Постникова Евдокия Николаевна
- Потанин Дмитрий Николаевич
- Потёмкин Владимир Петрович
- Поченков Кондрат Иванович
- Поян, Николай Алексеевич
- Правоторов Николай Иванович
- Праздников, Пётр Андреевич
- Предтеченский Александр Михайлович
- Прейкшас Казис Казевич
- Пресс Герман Куставович
- Приданов, Иван Иванович
- Примов, Кашакбай
- Притыцкий, Сергей Осипович
- Прокконен, Павел Степанович
- Прокопьев, Сергей Иванович
- Пронин, Василий Прохорович
- Протодьяконов, Василий Андреевич
- Протопопов, Дмитрий Захарович
- Профатилов, Илья Иванович
- Пузанов, Александр Михайлович
- Пузанова, Мария Александровна
- Пустика, Ирина Иосифовна
- Пуркаев, Максим Алексеевич
- Пурцхванидзе, Шалва Естатиевич
- Пустовидов, Михаил Васильевич
- Пухлёнкина, Хиония Петровна
- Пчёлкин, Афанасий Афанасьевич
- Пыйклик, Эдуард Томович
- Пыльдроос, Иоханнес Густавович
- Пэрн, Лембит Абрамович
- Пялль, Эдуард Николаевич

## Р
- Радостева, Валентина Григорьевна
- Раззаков Исхак Раззакович
- Разуваев Владимир Николаевич
- Рапава Авксентий Нарикиевич
- Рапецкая, Александра Михайловна
- Рахимов, Ишанкул
- Рахимов Касым
- Ребров Иван Павлович
- Резцова, Анастасия Петровна
- Резчик Пётр Харитонович
- Рейшите, Эмилия Казевна
- Репях, Пётр Акимович
- Решетняк Филипп Нестерович
- Рихэ Эльмар Аннович
- Рогов Иван Васильевич
- Родионов Михаил Иванович
- Рожанчук Николай Михайлович
- Рокицкий, Яков Кузьмич
- Рокоссовский Константин Константинович
- Рокпелнис Фрицис Янович
- Романенко Прокофий Логвинович
- Романов Григорий Григорьевич
- Романовский Владимир Захарович
- Романюк, Устина Никифоровна
- Ромашин Михаил Петрович
- Ротарь, Александра Дмитриевна
- Руденко Сергей Игнатьевич
- Рудь Герасим Яковлевич
- Румянцев Сергей Степанович
- Русанов Андрей Гаврилович
- Русин Василий Павлович
- Рустамов Рустам Азиз оглы
- Рухадзе Николай Максимович
- Ручкин Алексей Фёдорович
- Рыбаков Иван Тимофеевич
- Рыбакова, Евдокия Ивановна
- Рыбалко Павел Семёнович
- Рыжов Александр Фёдорович
- Рыльский Максим Фаддеевич
- Рычков Николай Михайлович
- Рязанов, Василий Фёдорович
- Рясной Василий Степанович

## С
- Саберов Мустафа Саберович
- Сабуров Александр Николаевич
- Савик, Александра Иосифовна
- Савиных Андрей Григорьевич
- Савченко Сергей Романович
- Садовый Василий Григорьевич
- Садыхова, Санам Иса кызы
- Сажина Анна Ивановна
- Сазонов Сергей Васильевич
- Саитгареева, Лутфикамал Саитгареевна
- Саламбеков Борис Константинович
- Салиев, Ульмас
- Салин Минайдар Салимович
- Салихова, Робпя
- Салогор Никита Леонтьевич
- Салунди Август Иоханнессович
- Самедов, Мирабталыб Мир Керим оглы
- Самсон, Август Карлович
- Санакоева, Феня Ивановна
- Сапарова, Огулешекер
- Сапсай, Анна Ивановна
- Саркисян Агаси Соломонович
- Сарсания, Ксения Павловна
- Сарьян Мартирос Сергеевич
- Сасиков Али Лукович
- Сатпаев Каныш Имантаевич
- Сафин, Ханафий Сафинович
- Сафина, Фасахат Зиганшиновна
- Сафронов Иван Герасимович
- Сафронов Иван Петрович
- Сахапова, Рахима Сахаповна
- Свешников, Константин Васильевич
- Седин Иван Корнеевич
- Седов Григорий Иванович
- Седов Иван Васильевич
- Сеидов Гасан Али оглы
- Сеитов Пиржан
- Селезнёв, Павел Алексеевич
- Селезнёв Пётр Иануарьевич
- Сембаев Абдыхамит Ибнеевич
- Семененко, Павел Иванович
- Семиволос Алексей Ильич
- Семидидько, Андрей Варфоломеевич
- Семикин, Николай Васильевич
- Семилеткова, Ирина Николаевна
- Сёмин Алексей Владимирович
- Сёмин Василий Дмитриевич
- Семушина, Анна Трофимовна
- Сенкевич, Елизавета Игнатьевна
- Сентюрев Павел Александрович
- Сергейчук Константин Яковлевич
- Сердитова Васса Фёдоровна
- Сердюк Зиновий Тимофеевич
- Серёгина, Анна Григорьевна
- Серенмаа, Ооржак Ак-Баштыговна
- Серов Иван Александрович
- Сиабандов Саманд Алиевич
- Сидорова Софья Петровна
- Симонженкова Матрёна Кузьминична
- Симонов Александр Васильевич
- Симонов Кирилл Михайлович
- Сихарулидзе Василий Владимирович
- Скверняк, Александр Викентьевич
- Скворцов Николай Александрович
- Скрябин Константин Иванович
- Слободянюк Маркиян Сергеевич
- Слонь Михаил Варнаевич
- Смагар, Ян Станиславович
- Смирнов Илья Корнилович
- Смирнов Павел Васильевич
- Снечкус Антанас Юозович
- Соколов Александр Петрович
- Соколова Мария Алексеевна
- Соколовский Василий Данилович
- Соловьёв Иван Трофимович
- Соловьёв Николай Васильевич
- Сорокина Матрёна Емельяновна
- Соромбаев, Ибрай
- Сосунов, Василий Иванович
- Сохова, Александра Хамеевна
- Спивак Моисей Семёнович
- Стайвене, Она Иозовна
- Сталин Иосиф Виссарионович
- Станилиене Дануте Юргевна
- Старцев, Афанасий Александрович
- Старчак Иван Николаевич
- Старченко Василий Фёдорович
- Стахурский Михаил Михайлович
- Степанова Александра Игнатьевна
- Степанова, Анна Феодосиевна
- Степанок Даниил Тимофеевич
- Стефаник Семён Васильевич
- Страздынь Карл Янович
- Строкач Тимофей Амвросиевич
- Струев Александр Иванович
- Стуруа Георгий Фёдорович
- Субботин Клавдий Петрович
- Сулейманов Ризван Баширович
- Сулейманов Турсунали
- Султан-Ахмедов, Ахмед
- Султанбекова, Алтынчач
- Султанов, Тахтамурат
- Сумбатов-Топуридзе Ювельян Давидович
- Супрунов Валентин Кузьмич
- Сурабаев Камбаралы
- Сусайков Иван Захарович
- Суслов Михаил Андреевич
- Сюкияйнен Иосиф Иванович

## Т
- Тайми Адольф Петрович
- Тайтарова, Оразбике
- Талыб-заде Абдулла Шаик Мустафа оглы
- Тамаровский Пётр Степанович
- Танасевский, Максим Никифорович
- Тараненко Алексей Георгиевич
- Тарасов Павел Сергеевич
- Тарасов Степан Никонович
- Тариелашвили, Анна Александровна
- Тахтаров Адильгирей
- Ташмухамедов Мусса-Айбек
- Тебеньков Леонид Александрович
- Тевосян Иван Фёдорович
- Тевченков Александр Николаевич
- Текаев Борис Ильич
- Тельман Юлиана Фёдоровна
- Тельпук Борис Никонович
- Терентьев Иван Николаевич
- Терентьева, Серафима Ивановна
- Терещенко, Анна Яковлевна
- Тимашова Матрёна Фёдоровна
- Тимошенко Михаил Кузьмич
- Тимошенко Семён Константинович
- Тимушев Георгий Фёдорович
- Тингаев Николай Яковлевич
- Титов, Кузьма Емельянович
- Тихонов Николай Семёнович
- Тищенко Алексей Тарасович
- Тищенко Владимир Иосифович
- Ткачук Марк Яковлевич
- Тока Салчак Калбакхорекович
- Токарев Дмитрий Степанович
- Токарев Фёдор Васильевич
- Токобаев Молдогазы
- Толбухин Фёдор Иванович
- Топуридзе Александр Епифанович
- Трейгене, Магделена Ионовна
- Третьяков Анатолий Тихонович
- Трибуц Владимир Филиппович
- Трифонова Антонина Григорьевна
- Троицкая, Ираида Дмитриевна
- Тронин Андрей Васильевич
- Трофименко Сергей Георгиевич
- Тур Иван Петрович
- Туратбеков Досалы
- Турбай Григорий Автономович
- Турдыев Халил
- Турко Иосиф Михайлович
- Турсун-Заде Мирзо
- Турсункулов Хамракул
- Туряница Иван Иванович
- Тухикян, Нуник Месроповна
- Тычина Павел Григорьевич
- Тэсида, Дмитрий Григорьевич
- Тюленев Иван Владимирович
- Тюляев Павел Фёдорович
- Тюрин, Александр Степанович

## У
- Ульджабаев Турсунбай
- Унгуряну Пётр Николаевич
- Ундасынов Нуртас Дандибаевич
- Упаева, Елена Ивановна
- Уралова Евдокия Ильинична
- Усманова, Тыник
- Усманходжаев Бузрук
- Усов Пётр Яковлевич
- Устенко Андрей Иванович
- Устинов Дмитрий Фёдорович

## Ф
- Фадеев Александр Александрович
- Фараджева Кюбра Яхья кызы
- Федоренко Яков Николаевич
- Фёдоров Александр Григорьевич
- Фёдоров Алексей Фёдорович
- Фёдорова, Елена Фёдоровна
- Фёдорова Татьяна Викторовна
- Федосюк Александра Ивановна
- Федосюткин Андрей Дмитриевич
- Федотова, Прасковья Григорьевна
- Ференчук Василий Михайлович
- Филиппов Иван Маркелович
- Филиппов Константин Иванович
- Фионин Семён Иванович
- Фирюбин Николай Павлович
- Фомина Вера Ивановна
- Фонин Михаил Макарович
- Фролов Валериан Александрович
- Фрунзе, Мария Петровна
- Футкарадзе Исмаил Хасанович

## Х
- Хагба, Сусанна Сейтовна
- Хайдарова, Бибисара
- Халай, Ефим Петрович
- Халиков Тимербулат Галяутдинович
- Халмуратов Уразмет Халмуратович
- Харитонов Фёдор Петрович
- Харчевникова Прасковья Ивановна
- Харченко Андрей Владимирович
- Хафизов, Вагиз Хафизович
- Хачатрян, Андраник Мисакович
- Хмарук, Анастасия Савовна
- Холматова, Хидоят
- Хорава, Акакий Алексеевич
- Хохлов, Иван Сергеевич
- Хоштария, Семён Георгиевич
- Хрулёв, Андрей Васильевич
- Хруничев, Михаил Васильевич
- Хрущёв, Никита Сергеевич
- Хужоков, Жанхот Дзаович
- Хусаинова, Тоджихон

## Ц
- Цанава, Лаврентий Фомич
- Царанов, Степан Васильевич
- Царюк, Владимир Зинонович
- Цицин, Николай Васильевич
- Цораев, Мылхо Цимирзаевич
- Цхакая, Михаил Григорьевич
- Цховребашвили, Владимир Гедеванович
- Цыденова, Гунсын Аюшеевна
- Цымбалюк, Яков Дмитриевич

## Ч
- Чагров Терентий Алексеевич
- Чадамба Леонид Борандаевич
- Чайкун, Яким Феодорович
- Чамоков Асланчерий Хаджумарович
- Чанчибадзе Порфирий Георгиевич
- Чарквиани Кандид Несторович
- Чарыков Иван Матвеевич
- Чебан Иван Дмитриевич
- Чекалина, Анна Петровна
- Чекинов Анатолий Петрович
- Чекиров Кузьма Емельянович
- Челищева Ольга Алексеевна
- Челноков Николай Васильевич
- Чембулатов Михаил Андреевич
- Чеплаков Пётр Фёдорович
- Черепенин, Андрей Григорьевич
- Черноусов Борис Николаевич
- Черных Акулина Михайловна
- Чернышёв Василий Васильевич
- Черченко, Матрёна Михайловна
- Чесноков Семён Алексеевич
- Чеханадских, Николай Дмитриевич
- Чечулин Дмитрий Николаевич
- Чечушкова, Наталья Власовна
- Чиаурели Михаил Эдишерович
- Чимба Александр Манагиевич
- Чистяков Иван Михайлович
- Чичинадзе Давид Алексеевич
- Чмутов Николай Иванович
- Чубаров Фёдор Михайлович
- Чубей, Дмитрий Михайлович
- Чувашева, Мария Прохоровна
- Чуйков Василий Иванович
- Чулетов, Мурад
- Чупыра, Мокрына Демьяновна
- Чураев Виктор Михайлович
- Чуркин Василий Нестерович
- Чурсин, Тимофей Дмитриевич
- Чухно Андрей Васильевич
- Чухнюк Елена Мироновна
- Чуянов Алексей Семёнович
- Чхубианишвили Захарий Николаевич

## Ш
- Шабаев, Досу
- Шабуракова, Софья Николаевна
- Шагадаев, Мунавар
- Шадрин, Константин Прокопьевич
- Шаповалова, Татьяна Петровна
- Шарапов, Василий Андреевич
- Шарафеев, Саид Мингазович
- Шарипов, Ахмеджан
- Шарипов, Манзар
- Шарипова, Гавгар
- Шария, Пётр Афанасьевич
- Шаталин, Николай Николаевич
- Шашков, Зосима Алексеевич
- Шаяхметов, Жумабай
- Шверник, Николай Михайлович
- Швецов, Анатолий Иванович
- Швецов, Аркадий Дмитриевич
- Шевелёв, Марк Иванович
- Шейхова, Джамилат Шейховна
- Шейхова, Салимат
- Шемяков, Николай Васильевич
- Шепелева, Анастасия Павловна
- Шерстнёва, Мария Степановна
- Шибзухов, Гид Афаунович
- Шикин, Иосиф Васильевич
- Шилова, Наталья Александровна
- Шилова, Раиса Ивановна
- Широв, Иван Никандрович
- Ширшов, Пётр Петрович
- Шкирятов, Матвей Фёдорович
- Школьный, Нестор Александрович
- Шкулипа, Ефросиния Ивановна
- Шмельков, Иван Егорович
- Шолохов, Михаил Александрович
- Шопокова, Керимбюбю
- Шорохов, Семён Маркович
- Шпагин, Георгий Семёнович
- Штанько, Гавриил Степанович
- Штейман, Станислав Иванович
- Штыков, Терентий Фомич
- Шубин, Геннадий Николаевич
- Шувалов, Василий Дмитриевич
- Шувандина, Таисия Ивановна
- Шульга, Яков Митрофанович
- Шульпин, Александр Михайлович
- Шумаускас, Мотеюс Юозович
- Шурухин, Павел Иванович
- Шурыгин, Павел Иванович
- Шурыгина, Лукерья Прохоровна
- Шутов, Степан Фёдорович
- Шхалахов, Тагир Мусович

## Щ
- Щепаник, Иван Павлович

## Э
- Эглит, Август Петрович
- Эгнаташвили, Василий Яковлевич
- Эйдинов, Григорий Борисович
- Эльназарова, Сабзбохор
- Эрсарыев, Оразгельды

## Ю
- Юмашев, Иван Степанович
- Юнусов, Нурислам Габдулсалимович
- Юрген, Ян Янович
- Юрина, Анна Архиповна
- Юриссон, Ильмар Юрьевич
- Юсупов, Усман Юсупович
- Юшкевич, Василий Александрович
- Ющенко, Марфа Иосиповна

## Я
- Яковлев, Александр Сергеевич
- Яковлев, Владимир Яковлевич
- Яковлев, Николай Дмитриевич
- Якубов, Мир Теймур Мир Алекпер оглы
- Янсон, Адольф Александрович
- Ярославцева, Валентина Петровна
- Яцюв, Михаил Иванович

## Доизбранные депутаты
- Алиев, Муса Мирзоевич (доизбран 27 марта 1949)
- Алымкулов, Колмат (доизбран 16 февраля 1947)
- Аничков, Николай Николаевич (доизбран 16 февраля 1947)
- Ахазов, Тимофей Аркадьевич (доизбран 19 июня 1949)
- Ахунбаев, Иса Коноевич (доизбран 16 февраля 1947)
- Бабич, Василий Иванович (доизбран 26 июня 1949)
- Батыров, Шаджа Батырович (доизбран 26 июня 1949)
- Бочкарёв, Александр Панкратьевич (доизбран 26 июня 1949)
- Власов, Иван Алексеевич (доизбран 9 февраля 1947)
- Вознесенский, Александр Алексеевич (доизбран 27 июня 1948)
- Гейдаров, Назар Гейдар оглы (доизбран 20 ноября 1949)
- Гирченко, Яков Архипович (доизбран 11 декабря 1949)
- Гогуа, Василий Барнабович (доизбран 20 июня 1948)
- Дыгай, Николай Александрович (доизбран 21 декабря 1947)
- Егоров, Александр Николаевич (доизбран 9 февраля 1947)
- Жуков, Константин Павлович (доизбран 27 ноября 1949)
- Закурдаев, Василий Иванович (доизбран 27 марта 1949)
- Засядько, Александр Фёдорович (доизбран 6 июля 1947)
- Иовчук, Михаил Трифонович (доизбран 6 июля 1947)
- Калашников, Алексей Георгиевич (доизбран 9 февраля 1947)
- Коваль, Алексей Григорьевич (доизбран 14 ноября 1948)
- Кочергов, Василий Никитович (доизбран 19 июня 1949)
- Кривошеин, Дмитрий Александрович (доизбран 9 февраля 1947)
- Лазутин, Пётр Георгиевич (доизбран 9 февраля 1947)
- Литвин, Константин Захарович (доизбран 21 декабря 1947)
- Малехоньков, Григорий Андреевич (доизбран 26 июня 1949)
- Мамедов, Газанфар Джафар оглы (доизбран 27 марта 1949)
- Николаев, Николай Александрович (доизбран 24 апреля 1949)
- Ниязов, Амин Ирматович (доизбран 27 ноября 1949)
- Остров, Ян Петрович (доизбран 18 января 1948)
- Палладин, Александр Владимирович (доизбран 9 февраля 1947)
- Панов, Борис Иванович (доизбран 26 июня 1949)
- Пантиков, Пётр Петрович (доизбран 27 июня 1948)
- Расулов, Джабар Расулович (доизбран 20 ноября 1949)
- Сабуров, Максим Захарович (доизбран 6 июля 1947)
- Селиванов, Тимофей Алексеевич (доизбран 9 февраля 1947)
- Сенин, Иван Семёнович (доизбран 20 марта 1949)
- Сепре, Оскар Адович (доизбран 16 февраля 1947)
- Симонов, Павел Васильевич (доизбран 27 ноября 1949)
- Смирнов, Дмитрий Григорьевич (доизбран 27 марта 1949)
- Соколова-Пономарёва, Ольга Дмитриевна (доизбрана 27 ноября 1949)
- Стеценко, Степан Емельянович (доизбран 6 июня 1948)
- Трофимов, Александр Степанович (доизбран 20 марта 1949)
- Тупицын, Михаил Николаевич (доизбран 20 ноября 1949)
- Уразбаев, Насыр Рафикович (доизбран 27 марта 1949)
- Фадеев, Владимир Георгиевич (доизбран 27 марта 1949)
- Хворостухин, Алексей Иванович (доизбран 10 июля 1949)
- Чернышёв, Михаил Александрович (доизбран 26 июня 1949)